# William Douglas, 7. Earl of Morton

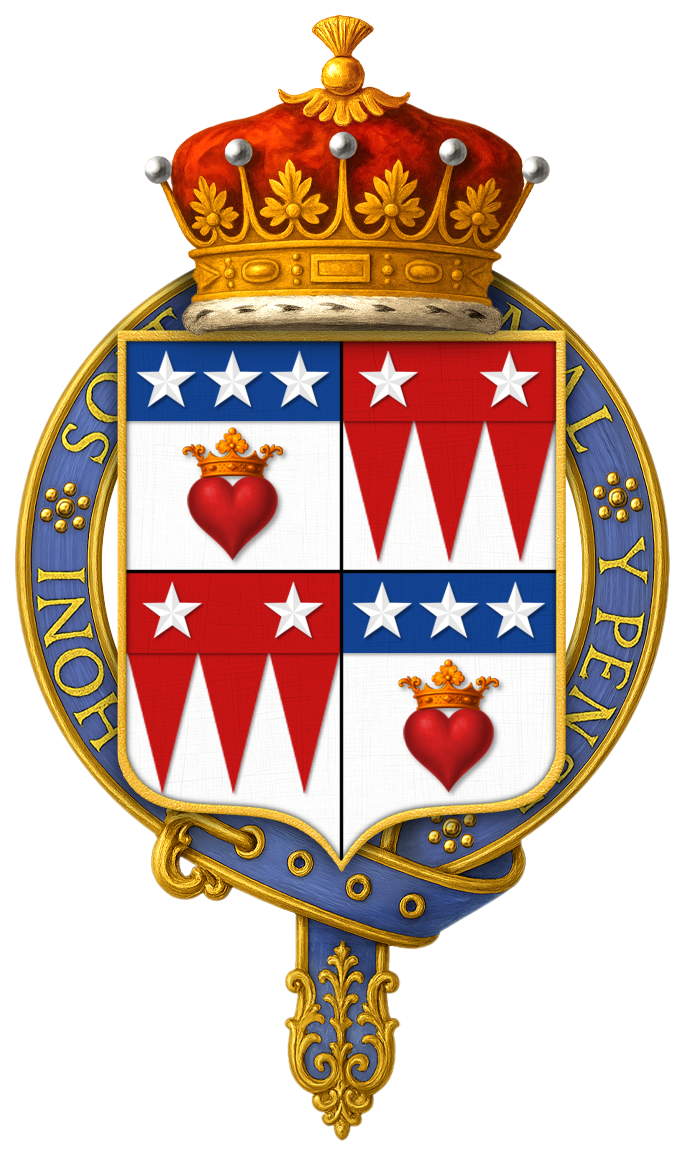
Wappen von William Douglas, 7. Earl of Morton

William Douglas, 7. Earl of Morton KG (* 1582 in Dalkeith, Midlothian; † 7. August 1648 in Kirkwall, Orkney) war ein schottischer Peer und Politiker aus dem Adelsgeschlecht Douglas.

## Wirken
William folgte 1606 seinem Großvater William Douglas, 6. Earl of Morton, in der Earlswürde, da sein Vater Robert Douglas, Master of Morton, während seiner Verbannung 1585 auf See unter unklaren Umständen umgekommen war. Von 1630 bis 1635 hatte er das Amt des Lord High Treasurer of Scotland inne, eine hohe Regierungsposition im Schottland vor der Union mit England 1707. Nach seiner Amtsniederlegung wurde er zum Captain der Yeomen of the Guard und Knight Companion des Hosenbandordens ernannt sowie Mitglied des Privy Council des englischen Königs vereidigt.
Unter William Douglas wurde die von seinem Großvater zum Stammsitz der Earls of Morton erhobene Burg Aberdour Castle weitläufig um einen Flügel im Renaissance-Stil erweitert, der noch zu seinen Lebzeiten beendet wurde und die höchste Prachtentfaltung der Feste markierte.

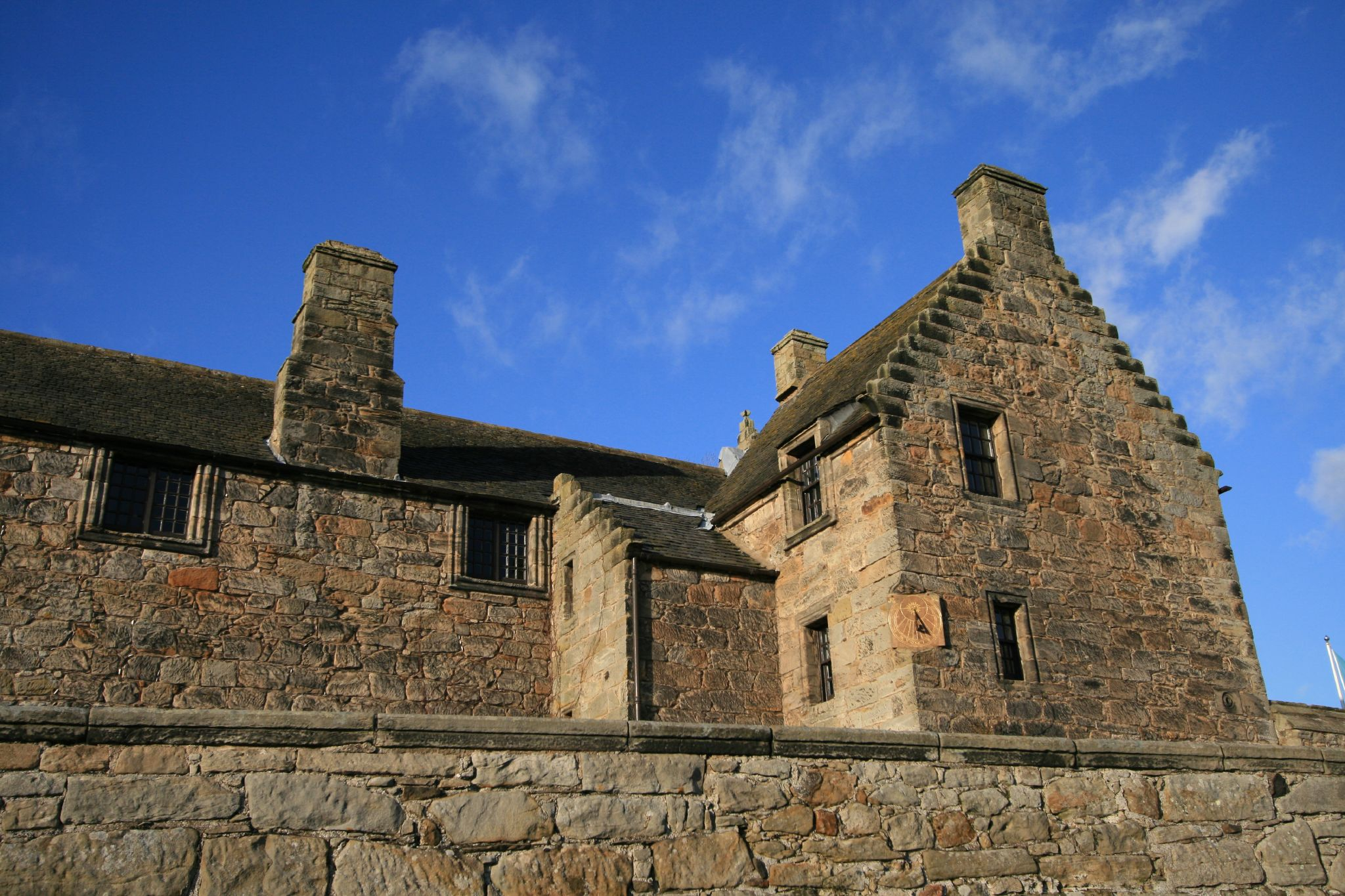
Unter William Douglas errichteter Ostflügel von Aberdour Castle

## Familie
William heiratete 1604 Lady Anne Keith († 1649), älteste Tochter von George Keith, 4. Earl Marischal. Aus dieser Ehe stammen neun Kinder, vier Söhne und fünf Töchter. Der Erstgeborene, Robert Douglas, folgte seinem Vater 1648 als 8. Earl of Morton, starb jedoch seinerseits bereits im Folgejahr 1649 und wurde von seinem Sohn William Douglas, 9. Earl of Morton beerbt. Als dieser 1681 ohne Erben starb, folgte Williams Zweitgeborener James Douglas, 10. Earl of Morton († 1686) seinem Neffen in der Earlswürde. Da James nacheinander von seinen drei Söhnen beerbt wurde, waren die sechs William nachfolgenden Earls of Morton allesamt seine Söhne oder Enkel. Sein dritter Sohn, John Douglas, starb 1650 in der Schlacht von Carbisdale, während sich sein Jüngster, George Douglas, in niederländische Dienste begab.